# 米格尔·蒙塔尔沃
米格尔·蒙塔尔沃（西班牙語：Miguel Montalvo，1943年7月27日—），生于卡马圭，古巴男子篮球运动员。他曾代表古巴国家队参加1968年夏季奥林匹克运动会篮球比赛，获得第十一名。